# Бритни навсегда
Бритни навсегда (англ. Britney Ever After) — американский биографический телевизионный фильм режиссёра Лесли Либман по сценарию Энн-Мари Хесс, посвящённый певице Бритни Спирс. Премьера состоялась на телеканале Lifetime 18 февраля 2017 года.

## Сюжет
В фильме освещается жизнь Бритни Спирс с 1998 года, когда вышел её первый музыкальный сингл. Особое внимание уделено отношениям с Джастином Тимберлейком, свадьбе и разводу с Кевином Федерлайном, событиям 2008 года. В конце фильма певица выступает в Лас-Вегасе в 2015 году

## В ролях
- Наташа Бассет — Бритни Спирс
- Клейтон Читти — Кевин Федерлайн
- Натан Кейес — Джастин Тимберлейк
- Николь Оливер — Линн Спирс
- Джози Булбрук — Линн Спирс
- Мэттью Гаррисон — Джэймс Спирс
- Келли Маккейб — Джейсон Александр
- Мэйсон Фэрхерст — Шон Престон
- Питер Бенсон — Ларри Рудольф
- Джиллиан Уолчак — Пэрис Хилтон
- Маркян Тарасюк — Уэйд Робсон
- Коннор Пейтон — Лэнс Басс
- Мэтт Виссер — Джоуи Фатон
- Линдси Гибсон — Фелишия Калотта
- Кайл Уоррен — Джесси Лозано
- Эмма Джонсон — Алли Симс
- Зак Вран — Джейси Чейзес
- Фрэнки Сена — Крис Киркпатрик
- Элинет Люциус — Джейми Фокс
- Серж Джасвал — Аднан
- Харрисон Макдональд — Рег Джонс
- Тамара Торсен — Дженна Дуан
- Бенджамин Арс — Сэм Лутфи
- Риз Таунсенд — Джейден Джеймс

## Создание
Сценаристка Энн-Мари Хесс отмечала, что в своей работе хотела отобразить поиск певицей любви и её непонятость окружающими.
Бритни Спирс не одобрила фильм, запретив использовать в нём собственные песни (вместо которых были взяты исполненные ею же кавер-версии чужих произведений).

## Реакция
Фильм был показан в 20-00 (прайм-тайм) субботы 18 февраля 2017 года. Аудитория составила 1,014 млн человек, рейтинг по аудитории 18-49 лет — 0,4. По этим показателям проект занял восьмое место среди оригинальных кабельных телепрограмм, транслировавшихся в тот день.
Поклонники певицы и журналисты нашли в картине несколько неточностей и несостыковок.